# Harald Thune Waagepetersen
Harald Thune Waagepetersen (18. december 1884 i København – 9. april 1970) var en dansk grosserer og tennisspiller fra B.93.
I nogle få år omkring første verdenskrig blev der afviklet VM i tennis på overdækket bane og i 1921 fandt de sted i KB's tennishal på Frederiksberg. Her nåede Waagepetersen og Agnete Goldschmidt finalen i mixed double og tabte til Elsebeth Brehm og Erik Tegner. Det skal dog pointeres, at der blandt kvinderne kun var danske deltagere.
Han blev tre gange dansk mester i herredouble med klubkammeraten Aage Madsen (1915, 1918 og 1919).
Han blev i 1914 indvalgt i Dansk Boldspil-Union’s bestyrelse, som dengang udover fodbold og cricket også opfattede tennis. Han var bestyrelsesmedlem i B.93 1917-1920 og blev æresmedlem i 1962. Udnævnelsen kom samme dag som B.93 tennishal fejrede sit 50 års jubilæum. Han arbejdede sammen med Svend Olsen fra KB for stiftelsen af Dansk Lawn Tennis Forbund i 1920, Waagepetersen blev ved valgt som kasserer i DTLF. Det var han frem til 1924, hvor han afløste sin gamle makker Aage Madsen som næstformand, som han var i perioden 1924-1926.
Hans far var oberstløjtnant Christian Hermann Gustav Waagepetersen (1883-1922).
Harald Thune Waagepetersen blev gift 1. maj 1916 med Rigmor Fog (1886-1970), deres datter Ellen Benedicte Fog var gift med John Danstrup.